# Norbert Mika
Norbert Mika (25. května 1961 Ratiboř, Polsko – 28. října 2020 Hlubčice, Polsko) byl polský historik a středoškolský pedagog, ředitel gymnázia v Ratiboři. Zabýval se především regionálními česko-polskými dějinami.
Vystudoval Jagellonskou univerzitu v Krakově, kde v roce 1988 obhájil magisterskou práci Walka o spadek po Babenbergach w latach 1246-1278. Později také vystudoval Ekonomickou akademii v Katovicích. V roce 2006 získal titul doktora humanistických věd na Slezské univerzitě v Katovicích za práci Mieszko, książę raciborski, syn Władysława II Wygnańca. V roce 1999 se stal ředitelem Gymnázia Augustina Weltzela č. 3 v Ratiboři. V letech 2006–2010 působil jako předseda rady ratibořského okresu. Je autorem několika knih a velkého množství článků zabývajících se především historií Opavska a Ratibořska. Spolu se Šárkou Bělastovou je autorem učebnice regionálních dějin Wspólne raciborsko-opawskie dziedzictwo. Podręcznik do edukacji regionalnej - Společné ratibořsko-opavské dědictví. Příručka k regionální výuce.

## Ocenění
- 1999 Zlatý kříž zásluh prezidenta Polské republiky
- 2001 Medaile komise národního školství

## Publikace
- Racibórz w obliczu najazdów tatarskich i zagrożenia wałaskiego. Racibórz : AGAT, 2002. 176 s. ISBN 83-916904-0-7.
- Wspólne raciborsko-opawskie dziedzictwo. Podręcznik do edukacji regionalnej - Společné ratibořsko-opavské dědictví. Příručka k regionální výuce. Racibórz ; Opava : Gimnazjum Nr. 3, 2003. 2. vyd. 176 s. ISBN 83-919765-0-5. (spoluautor Šárka Bělastová).
- Mieszko, syn Władysława II Wygnańca, książę raciborski i pan Krakowa - dzielnicowy władca Polski. Racibórz : WAW, 2006. 232 s. ISBN 83-89802-21-X.
- Walka o spadek po Babenbergach 1246-1278. Racibórz : WAW, 2008. 136 s. ISBN 978-83-919765-4-8.
- Dzieje Ziemi Raciborskiej. Kraków : Avalon, 2010. 224 s. ISBN 978-83-7730-003-9.